# St. Ignatius (Türkismühle)

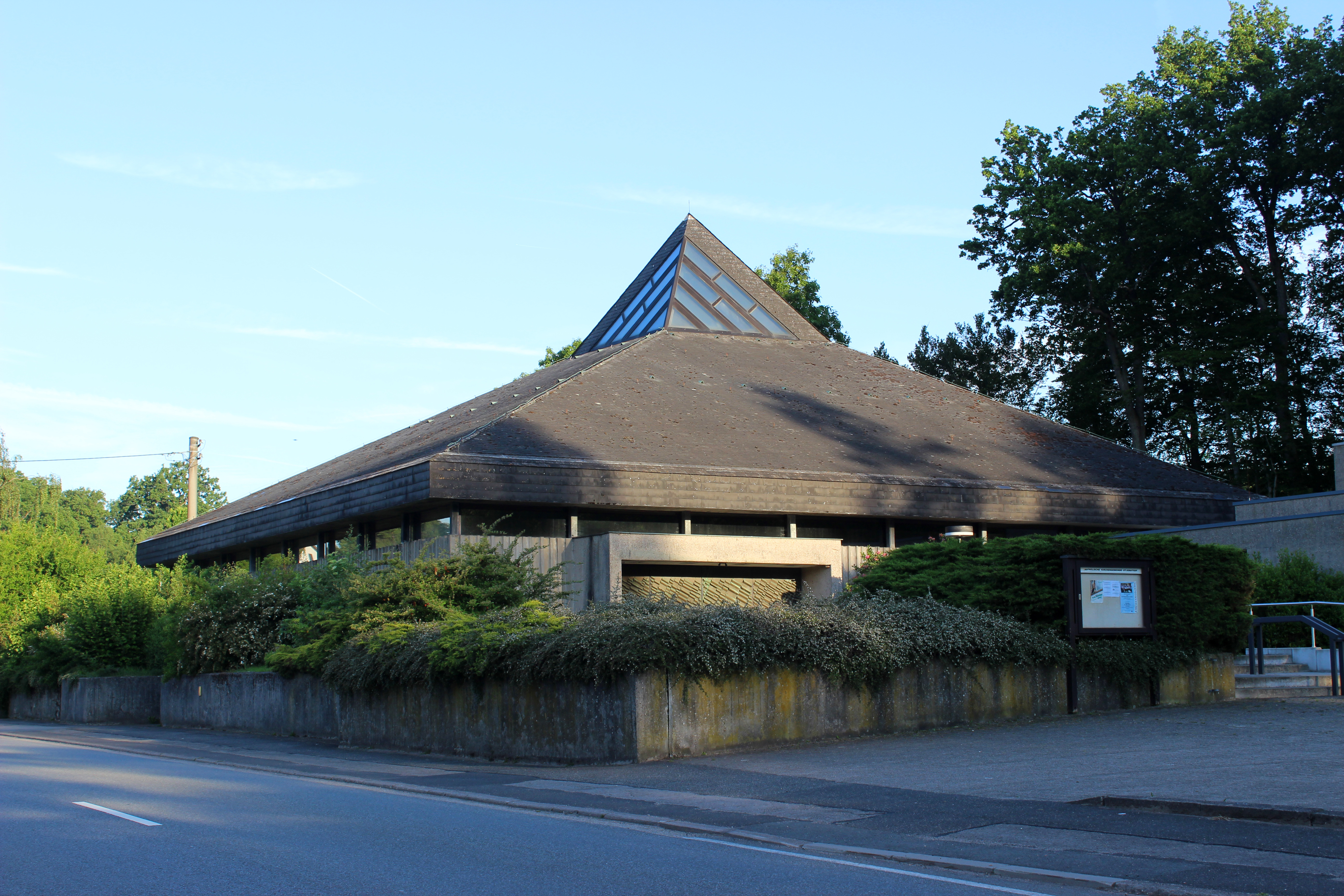
Die katholische Kirche St. Ignatius in Türkismühle

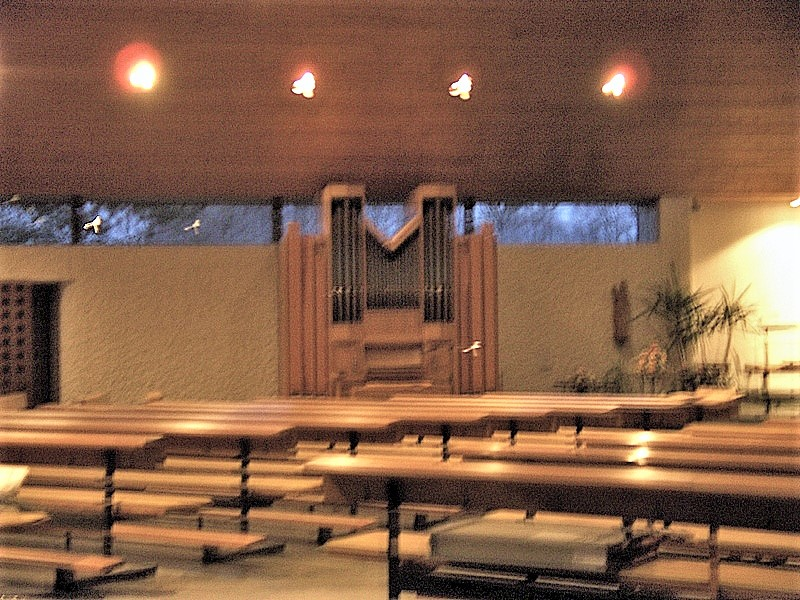
Innenraum mit Orgel

Die Kirche St. Ignatius ist eine dem heiligen Ignatius von Loyola gewidmete katholische Kirche im saarländischen Türkismühle, einem Ortsteil der Gemeinde Nohfelden, Landkreis St. Wendel. In der Denkmalliste des Saarlandes ist die Kirche als Einzeldenkmal aufgeführt.

## Geschichte
Mit Errichtung der selbständigen Gemeinde Türkismühle zum 1. September 1946, das bis dahin Teil des Ortes Nohfelden war, entwickelte sich auch ein eigenständiges kirchliches Leben. Der für Türkismühle zuständige Pfarrer Ignaz Schmitz aus Sötern sorgte 1947 mit der Aufstellung einer ehemaligen Baracke des Reichsarbeitsdienstes auf dem heutigen Kirchenparkplatz für eine Notkirche, die am 1. August 1948 in Anwesenheit geistlicher und kirchlicher Repräsentanten, sowie des saarländischen Ministerpräsidenten Johannes Hoffmann geweiht wurde.
Am 1. August 1959 gründete das Bistum Trier die Kirchengemeinde St. Ignatius, und noch im gleichen Jahr erfolgte am 1. Dezember die Erhebung der Kirchengemeinde zur Pfarrvikarie.
Der Bau der heutigen Kirche St. Ignatius erfolgte im Jahr 1968 nach Plänen des Architekten Hanns Schönecker. Die Einweihung fand am 27. Oktober 1968 statt.
Seit dem 1. September 2011 gehört die Pfarrvikarie Türkismühle mit den Pfarreien St. Martin in Neunkirchen/Nahe, Heilig Geist in Gonnesweiler und Rosenkranzkönigin in Sötern zur Pfarreiengemeinschaft Bostalsee im Dekanat St. Wendel.
In der Kirche findet jährlich das Adventskonzert der Gemeinschaftsschule Nohfelden-Türkismühle statt.

## Kirchengebäude
Das Kirchengebäude steht an der Trierer Straße in unmittelbarer Nähe des Friedhofes von Türkismühle und bildet mit diesem und der evangelischen Kirche ein Bauensemble.
Der Außenbau ist gekennzeichnet durch die große zeltförmige Dachkonstruktion. Der schlicht und einfach gehaltene Innenraum, in dem Altar und Tabernakelstele als Blickfang den Mittelpunkt darstellen, ist quadratisch. Weitere Ausstattungsgegenstände in der Kirche sind ein steinernes Taufbecken, ein Kreuzweg aus Metall, sowie ein Glockenstuhl, in dem die 1877 gegossene Glocke aus der Notkirche hängt.

## Orgel
Die Orgel der Kirche wurde 1994 von der Firma Hugo Mayer (Heusweiler) erbaut. Das Instrument verfügt über 9 Register, verteilt auf 2 Manuale und Pedal. Die Spiel- und Registertraktur ist mechanisch.
| I Hauptwerk C–g3 |               |       |
| 1.               | Rohrflöte     | 8′    |
| 2.               | Principal     | 4′    |
| 3.               | Mixtur III-IV | 1 ⁄3′ |

| II Nebenwerk C–g3 |             |       |
| 4.                | Holzgedackt | 8′    |
| 5.                | Rohrflöte   | 4′    |
| 6.                | Doublette   | 2′    |
| 7.                | Quintlein   | 1 ⁄3′ |

| Pedal C–f1 |         |     |
| 8.         | Subbass | 16′ |
| 9.         | Bourdon | 8′  |

- Koppeln: II/I, I/P, II/P